# Pelargonium hypoleucum
Pelargonium hypoleucum är en näveväxtart som beskrevs av Porphir Kiril Nicolai Stepanowitsch Turczaninow. Pelargonium hypoleucum ingår i släktet pelargoner, och familjen näveväxter. Inga underarter finns listade i Catalogue of Life.